# Salix burqinensis
Salix burqinensis ist ein kleiner Baum aus der Gattung der Weiden (Salix) mit bräunlichen bis gelblich grünen Zweigen und 6 bis 10 Zentimeter langen Blattspreiten. Das natürliche Verbreitungsgebiet der Art liegt in China.

## Beschreibung
Salix burqinensis ist ein bis zu 15 Meter hoher Baum mit Stämmen von 50 Zentimetern Brusthöhendurchmesser. Die Zweige sind bräunlich bis gelblich grün, anfangs feinfilzig behaart und später verkahlend. Die Knospen sind bräunlich, eiförmig-länglich und feinfilzig behaart. Die Laubblätter haben hinfällige Nebenblätter und einen 5 bis 10 Millimeter langen, teilweise drüsigen und filzig behaarten Stiel. Die Blattspreite ist lanzettlich oder breit lanzettlich, 6 bis 10 Zentimeter lang und 1,5 bis 3 Zentimeter breit, zugespitzt oder lang zugespitzt, mit breit keilförmiger oder keilförmiger Basis und grob drüsig gesägtem Blattrand. Die Blattoberseite ist grün, die Unterseite hellgrün, anfangs manchmal fein behaart sonst kahl.
Männliche Blütenstände sind 3 bis 5 Zentimeter lange und 5 bis 10 Millimeter durchmessende Kätzchen mit einem filzig behaartenen Stiel, der an der Basis drei oder vier Blätter aufweist. Die Tragblätter sind bräunlich oder gelblich grün, lanzettlich und oberseits daunig behaart. Die männlichen Blüten haben drei bis acht Staubblätter mit freistehenden und an der Basis filzig behaarten Staubfäden und kugelförmigen Staubbeuteln. Weibliche Blütenstände sind unbekannt. Salix burqinensis blüht etwa mit dem Blattaustrieb im Mai.

## Vorkommen
Das natürliche Verbreitungsgebiet liegt im Norden des chinesischen Autonomen Gebiets Xinjiang entlang von Flussläufen in etwa 500 Metern Höhe. Man findet sie häufig zusammen mit der Silber-Weide (Salix alba).

## Systematik
Salix burqinensis ist eine Art aus der Gattung der Weiden (Salix) in der Familie der Weidengewächse (Salicaceae). Dort wird sie der Sektion Pentandrae zugeordnet. Sie wurde 1980 von Chang You Yang erstmals wissenschaftlich beschrieben. Der Gattungsname Salix stammt aus dem Lateinischen und wurde schon von den Römern für verschiedene Weidenarten verwendet.

## Verwendung
Es handelt sich um eine rasch wachsende Art, deren Holz häufig genutzt wird.

## Nachweise